# Zone volcanique australe des Andes

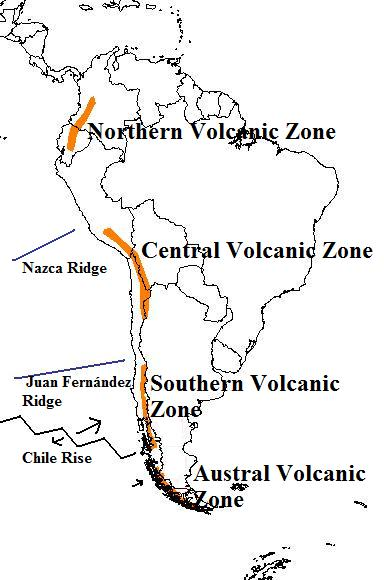
Localisation de la zone volcanique australe des Andes.

La zone volcanique australe des Andes est un arc volcanique continental d'Amérique du Sud faisant partie de la ceinture volcanique andine et plus généralement de la ceinture de feu du Pacifique. Elle regroupe les volcans du sud des Andes chiliennes et du sud de l'Argentine, soit les volcans compris entre les latitudes 49 et 55° sud. Ces volcans situés dans la cordillère des Andes sont nés de la subduction de la plaque antarctique sous les plaques sud-américaine et Scotia.